# Acronicta pallida
Acronicta pallida là một loài bướm đêm trong họ Noctuidae.